# 梅澤太一
梅澤 太一（うめざわ たいち、1998年12月21日 - ）は、日本の俳優。神奈川県出身。身長165cm。フラッシュアップ所属。趣味はプラモデル。

## 出演

### 映画
- ナイン・ソウルズ（2003年） - 虎一 役
- 君のいない教室（2013年） - 杉本洋平 役
- 風立ちぬ（2013年） - 高山 役
- MARCHING-明日へ-（2014年） - ジーベックメンバー 役

### バラエティ
- Rの法則（2013年9月 - 2018年4月、NHK Eテレ） - R'sメンバー

### テレビドラマ
- 天花（2004年、NHK） - 梅木太一 役
- 赤い疑惑 第2話（2005年6月22日、TBS） - 磯部明 役
- 人生はフルコース（2006年、NHK） - 陽平 役
- 刑事吉永誠一 涙の事件簿4（2006年8月9日、テレビ東京） - 大沢昌樹 役
- 火災調査官・紅蓮次郎7（2007年1月13日、テレビ朝日） - 小柴大樹 役
- まるまるちびまる子ちゃん（2007年、フジテレビ） - 西村たかし 役
- 咲くやこの花（2010年、NHK） - 寺子屋生徒 役
- ゴーイング マイ ホーム 第4話（2012年11月6日、フジテレビ） - 鳥居治（少年期） 役
- 先に生まれただけの僕（2017年10月14日 - 12月16日、日本テレビ） - 星田良雄 役

### ミュージックビデオ
- GReeeeN「イカロス」（2013年）